# Serfiraz Hanim
Ayşe Serfiraz Hanim (turco ottomano: سرفراز خانم, lett. "vita" e "trionfante" o "orgogliosa"; Tokat, 1837 – Istanbul, 9 giugno 1905) è stata una principessa abcasa, nata Ayşe Liah, e una consorte del sultano ottomano Abdülmecid I.

## Origini
Nacque come principessa Ayşe Hanim a Tokat, nel 1837. Era membro della famiglia principesca abcasa dei Liah (scritto anche Lah o Lakh). Suo padre era il principe Osman Bey e sua madre la sua consorte Zeliha Hanım, della famiglia Tapsin. Aveva una sorella, Rana Hanim.
Da bambina, venne inviata alla corte ottomana di Istanbul insieme alla sorella, dove come da regola cambiò nome, assumendo quello di Serfiraz Hanim. 

## Consorte imperiale
Serfiraz divenne una consorte del sultano ottomano Abdülmecid I nel 1851. Le venne dato il rango di "Sesta Ikbal", venendo poi promossa nel 1853, 1854 e 1856 fino al rango di "Seconda Ikbal".
Diede al sultano due figli e una figlia, di cui solo il figlio minore sopravvisse. 

### Consorte favorita
Serfiraz fu in assoluto la consorte favorita di Abdülmecid per tutti gli ultimi anni del suo regno.
Al suo apice, il sultano la portava con sé ovunque, rifiutandosi di staccarsi da lei, non le negava nulla né la rimproverava mai, e lei faceva quel che voleva e a nessuno era concesso criticarla o parlarle contro.
Abdülmecid aveva una natura remissiva e Serfiraz sfrutto il favore accordatole senza ritegno, divenendo sempre più incontrollabile, arrogante e altezzosa.
Proibì al sultano di vedere le altre consorti e limitò i suoi contatti con i figli, temendo che, visitando loro, lui potesse incontrare anche le loro madri. 
Si rifiutò di seguire le regole imposte dalla struttura e dalla gerarchia dell'harem, dal suo ruolo di consorte o dalla consueta segregazione di genere ottomana, mancando di rispetto alle consorti di rango maggiore e alle principesse.
Infine, iniziò a ignorare esplicitamente gli ordini del sultano stesso. In un'occasione lasciò senza permesso e senza avvisare nessuno il Palazzo Dolmabahçe per recarsi a Yıldız e, quando il sultano mandò una carrozza per recuperarla, si rifiutò di tornare, obbligando Abdülmecid a recarsi di lì di persona. In un'altra occasione sbarrò la porta delle sue stanze e negò l'entrata ad Abdülmecid, che era venuto a farle visita, e non rispose ai suoi richiami fin quando lui non fece abbattere la porta, temendo che la donna si fosse sentita male.
I suoi comportamenti e il suo carattere le attirarono l'odio dell'intera famiglia di Abdülmecid, consorti e figli, e del personale di palazzo, oltre a ferire e angosciare il sultano, che tuttavia, malgrado la pressione in tal senso, era incapace di agire contro di lei. 

### Spese e debiti
Mentre l'harem odiava Serfiraz per i suoi comportamenti e la sua influenza sul sultano, il governo la odiava per il suo stile di vita eccessivamente lussuoso, che in breve tempo svuotò il tesoro e costrinse la dinastia a chiedere prestiti anche all'estero. 
Abdülmecid non le negava nulla e Serfiraz spendeva somme ingentissime in abiti e gioielli lussuosi, strumenti musicali occidentali, per cui aveva una vera passione, che trasmise al figlio, e altri lussi di ogni genere.
Indispettite, le altre consorti e le figlie di Abdülmecid, ma anche le nuore e le nipoti, iniziarono a loro volta a condurre vite al di sopra dei loro mezzi, ma la somma totale dei loro debiti era comunque inferiore a quello della sola Serfiraz. Uno dei ministri di Abdülmecid, Ahmed Cevdet, scrisse che a suo parere neppure tutti i tesori del mondo sarebbero bastati a sostenere Serfiraz.
A proposito delle sue spese, l'ambasciatore russo commentò invece che: "Una singola donna, da sola, sta facendo crollare l'Impero Ottomano". 
Oltre ai debiti contratti per lei da Abdülmecid, Serfiraz s'indebitò anche per suo conto. Nel 1858 due mercanti, Stamatello Volgo e Nicholas Pisani, la portarono in tribunale per ottenere il pagamento di un debito di sei milioni di piastre, prima al Tribunale del Commercio e poi, dopo aver fallito, alla Commissione liquidazione debiti, dove ottennero un pagamento parziale di circa tre milioni sotto forma forma di trentatré pezzi di gioielleria. Tuttavia, in seguito Serfiraz si rifiutò di pagare la parte restante, affermando che i gioielli coprivano l'intero debito. Tornati in tribunale, la sentenza accordò loro il diritto al restante pagamento e a un interesse del 2,5%. I due tuttavia erano ancora insoddisfatti, perché dai documenti il nome di Serfiraz venne omesso e sostituito con quello di un suo agente, Osman Efendi. Si rivolserò alle loro ambasciate, francese e italiana, per ottenere l'inclusione del nome di Serfiraz nella sentenza, a cui lei rispose dichiarando che i suoi debiti erano responsabilità del governo e non sua e che quindi spettava a al governo ripagarli, e pretendendo la restituzione dei suoi gioielli. La causa si trascinò per dieci anni, senza mai giungere a una risoluzione definitiva. 

### Relazione con Küçük Fesli
Nel 1855 Serfiraz s'invaghì di un ragazzo armeno di nome Küçük Fesli, che serviva come guardia di palazzo. Spese per lui ingenti somme in regali, mettendo in grave imbarazzo il sultano e la dinastia, e si diffuse la voce secondo cui i due erano amanti. Fesli venne infine fucilato, ma la reputazione di Serfiraz era ormai definitivamente compromessa e la sua influenza iniziò a scemare.
Secondo la sua dama di corte Zülfitab Hanım, Serfiraz era innocente, e benché avesse davvero una predilezione per il ragazzo, i due non erano amanti, e lo scandalo era stato montato e ingigantito dai suoi nemici, fra cui Şevkefza Kadın, Seconda Consorte di Abdülmecid e madre del suo erede.

### Caduta
Alla fine, nella seconda metà del 1860, poco dopo la nascita del suo ultimo figlio, i continui scandali di Serfiraz, i suoi comportamenti e la pressione esercitata da ogni parte contro di lei convinsero Abdülmecid a definitivamente toglierle il suo favore.
Serfiraz venne bandita da corte e da palazzo Dolmabahçe e dovette ritirarsi a Ortaköy, nel Palazzo Bebek.
Abdülmecid morì l'anno seguente e Serfiraz continuò a partecipare a eventi importanti della dinastia come il matrimonio di Naime Sultan, figlia di Abdülhamid II, e le preghiere del Ramadan, dove sedeva sempre accanto a Rahime Perestu Sultan, Valide Sultan di Abdülhamid II e moglie legale di Abdülmecid.

## Morte
Serfiraz morì il 9 giugno 1905 nel palazzo Bebek. Venne sepolta nel cimitero Yahya Efendi, nel mausoleo Şehzade Ahmed Kemaleddin. 

## Discendenza
Da Abdülmecid I, Serfiraz ebbe due figli e una figlia:
- Şehzade Osman Safiyeddin (9 giugno 1852 - 2 luglio 1855). Nato al Palazzo di Çırağan, sepolto nella moschea Yavuz Selim.
- Bedihe Sultan (30 settembre 1857 - 12 luglio 1858). Chiamata anche Bedia Sultan. Sepolta nel mausoleo Gülistu Kadın.
- Şehzade Selim Süleyman (25 luglio 1860 - 16 luglio 1909). Ebbe cinque consorti, due figli e una figlia.

## Cultura popolare
- Serfiraz è un personaggio del romanzo storico del 2009 di Hıfzı Topuz, Abdülmecit: İmparatorluk Çökerken Sarayda 22 Yıl: Roman.